# Britten-Norman Islander
Britten-Norman Islander är ett tvåmotorigt propellerplan som flög för första gången 1965 och som har byggts i över 1 000 exemplar. Den drivs av två kolvmotorer och konstruerades av John Britten och Desmond Norman, som företaget är uppkallat efter. Den militära varianten heter Defender och den förlängda versionen med tre motorer heter Trislander.